# نيك بوتشي
نيك بوتشي هو لاعب كرة قاعدة كندي، ولد في 16 يوليو 1990 في سارنيا في كندا.

## وصلات خارجية
- نيك بوتشي على موقع دوري كرة القاعدة الرئيسي (الإنجليزية)
- نيك بوتشي على موقعبيزبول رفرنس.كوم (الدوري الثانوي) (الإنجليزية)